# Prenam Pesse
Prenam Pesse (* 31. Dezember 1997) ist eine Sprinterin aus Togo.

## Sportliche Laufbahn
Erste Erfahrungen bei internationalen Meisterschaften sammelte Prenam Pesse 2012 bei den Afrikameisterschaften in Porto-Novo, bei denen sie im 200-Meter-Lauf mit 25,54 s in der ersten Runde ausschied. Im Jahr darauf gewann sie bei den Jugendafrikameisterschaften in Warri in 12,25 s die Silbermedaille im 100-Meter-Lauf und wurde über 200 Meter in 25,18 s Vierte. 2015 nahm sie erstmals an den Afrikaspielen in Brazzaville teil und schied dort über 100 und 200 Meter mit 12,45 s bzw. 25,88 s in der ersten Runde aus. Auch im Jahr darauf kam bei den Afrikameisterschaften in Durban mit 12,57 s bzw. 25,62 s das Aus in der ersten Runde. Dank einer Wildcard durfte sie anschließend über 100 Meter erstmals an den Olympischen Spielen in Rio de Janeiro teilnehmen, bei denen sie aber mit 12,38 s in der Vorrunde ausschied. 2017 gelangte sie bei den Islamic Solidarity Games in Baku über 200 Meter bis in das Halbfinale, in dem sie mit 25,46 s ausschied, während sie über 100 Meter bereits in der ersten Runde ausschied, wie auch bei den Spielen der Frankophonie in Abidjan über 100 und 200 Meter.
2019 nahm sie erneut an den Afrikaspielen in Rabat teil, erreichte dort über 200 Meter das Halbfinale, in dem sie mit 25,25 s ausschied, während sie über 100 Meter mit 12,41 s im Vorlauf ausschied. Zudem konnte sie sich mit der togolesischen 4-mal-100-Meter-Staffel in 46,94 s nicht für das Finale qualifizieren.

## Persönliche Bestzeiten
- 100 Meter: 12,08 s (−0,6 m/s), 26. April 2014 in Abidjan
  - 60 Meter (Halle): 7,96 s, 19. Januar 2019 in Val-de-Reuil
- 200 Meter: 24,90 s (−0,3 m/s), 17. Mai 2017 in Baku